# The Runaways (álbum)
| Críticas profissionais | Críticas profissionais |
| Avaliações da crítica  | Avaliações da crítica  |
| Fonte                  | Avaliação              |
| ---------------------- | ---------------------- |
| AllMusic               | [ 5 ]                  |
| Robert Christgau       | C−                     |

The Runaways é o álbum de estreia da banda norte-americana The Runaways, lançado em 1º de junho de 1976.
O site AllMusic elogiou o álbum, especialmente as integrantes Cherie Currie, Joan Jett e Lita Ford, comparando a música da banda aos trabalhos de Led Zeppelin e The Stooges.
De acordo com várias fontes, incluindo Cherie Currie em seu livro de memórias Neon Angel, o baixista Nigel Harrison tocou baixo no primeiro álbum, pois dois empresários da banda, incluindo Kim Fowley, não teriam permitido Jackie Fox tocar no álbum.
O documentário Edgeplay: A Film About The Runaways afirma que a primeira faixa do álbum, "Cherry Bomb", foi escrita especificamente durante a audição da vocalista Cherie Currie, e o título é uma brincadeira com a pronúncia do primeiro nome de Currie, que foi aconselhada a escrever a música por Suzi Quatro, pois para a audição ela escolheu "Fever", uma canção que a banda não sabia como tocar. Em vez disso, Joan Jett e Kim Fowley trouxeram a canção e perguntaram para Currie se ela tinha outra para cantar em sua audição.
Em 2009, "Cherry Bomb" foi nomeada a 52ª melhor canção de rock de todos os tempos pelo canal de televisão VH1. O single "Cherry Bomb" é destaque no jogo Rock Band, como a única faixa para download. A canção também está presente em vários filmes.
"You Drive Me Wild" é destaque no filme de 2010 sobre a banda. A atriz Dakota Fanning canta "Cherry Bomb" e "Dead End Justice" com Kristen Stewart, onde elas interpretam Cherie Currie e Joan Jett, respetivamente.

## Faixas
| Lado A |                       |                          |                   |         |  |
| N.º    | Título                | Compositor(es)           | Vocais principais | Duração |  |
| 1.     | "Cherry Bomb"         | Joan Jett, Kim Fowley    | Cherie Currie     | 2:18    |  |
| 2.     | "You Drive Me Wild"   | Jett                     | Jett              | 3:22    |  |
| 3.     | "Is It Day Or Night?" | Fowley                   | Currie            | 2:45    |  |
| 4.     | "Thunder"             | Mark Anthony, Kari Krome | Currie            | 2:31    |  |
| 5.     | "Rock N Roll"         | Lou Reed                 | Jett              | 3:17    |  |

| Lado B |                    |                                      |                   |         |  |
| N.º    | Título             | Compositor(es)                       | Vocais principais | Duração |  |
| 6.     | "Lovers"           | Jett, Fowley                         | Jett              | 2:09    |  |
| 7.     | "American Nights"  | Anthony, Fowley                      | Currie            | 3:15    |  |
| 8.     | "Blackmail"        | Jett, Fowley                         | Jett              | 2:41    |  |
| 9.     | "Secrets"          | Currie, Fowley, Krome, Sandy West    | Currie            | 2:43    |  |
| 10.    | "Dead End Justice" | Scott Anderson, Currie, Fowley, Jett | Jett and Currie   | 7:01    |  |

## Desempenho nas tabelas musicais
| Chart (1977)     | Posição |
| ---------------- | ------- |
| US Billboard 200 | 194     |

| Título        | Chart (1977)             | Posição |
| ------------- | ------------------------ | ------- |
| "Cherry Bomb" | US Billboard Hot 100     | 106     |
| "Cherry Bomb" | Australian Singles Chart | 57      |
| "Cherry Bomb" | Japanese Singles Chart   | 1       |
| "Cherry Bomb" | Ukraine singles          | 2       |
| "Cherry Bomb" | Scandinavia Chart        | 1       |

## Créditos
Créditos adaptados do encarte do filme de 2010 «The Runaways».
| The Runaways - Cherie Currie → vocal, vocal de apoio - Joan Jett → guitarra rítmica, vocal e vocal de apoio - Lita Ford → guitarra solo e vocal de apoio - Jackie Fox → baixo e vocal de apoio (apenas creditada, não tocou no álbum) - Sandy West → bateria e vocal de apoio Músicos adicionais - Nigel Harrison → baixo - Sessão de tecladista → piano na faixa "American Nights" e "Secrets", código em "Dead End Justice" (sem créditos) | Produção - Kim Fowley → produção - Andy Morris → engenharia - Bill Jimmerson, Lawrence W. Wendelken → assistente de engenharia - Gilbert Kong → masterização - Rodney Bingenheimer → orquestração |